# NGC 238
NGC 238 је спирална галаксија у сазвежђу Феникс која се налази на NGC листи објеката дубоког неба.
Деклинација објекта је - 50° 10' 58" а ректасцензија 0h 43m 25,6s. Привидна величина (магнитуда) објекта NGC 238 износи 12,4 а фотографска магнитуда 13,2. NGC 238 је још познат и под ознакама ESO 194-31, FAIR 663, AM 0041-502, PGC 2595.